# Break the Ice (canción de Stratovarius)
«Break The Ice» es la primera canción de los álbumes Twilight Time y II de la banda finlandesa de power Metal Stratovarius. Se publicó como vinilo en 1991 por el sello Bluelight Records. En 1993 se publicó la canción como videoclip grabado en vivo en un pequeño club de rock en Finlandia "Finnish TV Broadcast".

## Lista de canciones
1. Break the Ice - 4:39
2. Lead Us into the Light - 5:45

## Personal
- Timo Tolkki - guitarra, vocales, bajo
- Jari Behm - bajo (mencionado solamente en los créditos)
- Antti Ikonen - teclado
- Tuomo Lassila - batería, percusión

## Créditos y personal
- Composición: Tuomo Lassila, Timo Tolkki.[1]